# 곡성 도림사 괘불탱
곡성 도림사 괘불탱(谷城 道林寺 掛佛幀)은 대한민국 전라남도 곡성군 곡성읍, 도림사에 있는 조선시대의 탱화이다. 2002년 7월 2일 대한민국의 보물 제1341호로 지정되었다.

## 개요
이 괘불은 1683년에 계오(戒悟)·삼안(三眼)·신균(信均) 세 화원비구(畵員比丘)가 그렸다. 항마촉 지인(降魔觸地印)의 손 모양을 한 석가불좌상의 좌·우로 연꽃을 든 두 보살이 시립한 석가삼존도 형식이다. 문수보살은 보관(寶冠)에 화불(化佛)을 모시고 있다.
화기에 괘불탱 조성에 사용된 포시주(布施主), 주불(主佛)·좌우보처 대시주, 주홍(朱紅)·진채(眞彩)·하엽(荷葉)·황단(黃丹) 등의 안료시주를 강조했으며, 말장(末醬)·식염(食鹽), 쌀인 제미 (제米)·채소와 콩인 여숙(茹菽) 등의 공양 시주자가 기록되어 있다. 이 괘불탱은 자료가 귀한 석가삼 존불형식으로 그 색채구성과 문양표현, 인물의 형태 등에서 새로운 면을 보여주고 있는 17세기 후반기의 대표작으로 손꼽을 만하다.
주존이 좌상이며 협시는 입상인 특이한 형태로 후불벽화(탱화)의 한 잔영으로 보인다. 평소에는 괘불함에 넣어 두어 대웅전 불상 뒤편에 봉안해 두었다가 사찰에 행사가 있을 때 꺼내어 신도들 앞에 내놓기 때문에 쉽게 접할 기회가 적다. 이 삼존불정화(三尊佛幀畵)는 17세기 후반기의 특징을 잘 보여 주고 있다. 본존불은 결가부좌를 한 좌상인데 수인은 항마촉지인을 짓고 있는 전형적인 석가여래좌상의 형태를 보여주고 있다. 머리는 뾰족한 보주형의 정상발주가 있고 나발은 극도로 형식화되었고 얼굴은 둥근 원망상으로 긴 눈썹에 눈은 작은 편이다. 좌우대칭으로 서 있는 두 보살은 거의 비슷한 형태인데 왼쪽 보살은 보관에 화불이 묘사된 것으로 오른쪽 향좌가 다르다. 이 괘불탱화는 전체적으로 청·홍·녹, 그리고 연분홍색이 주조를 이루고 있는 바, 이는 아직까지 조선 전기의 조화된 색감을 엿볼 수 있으며 정확한 연대를 알 수 있는 화기(畵記)가 있어 귀중한 자료이다.

## 같이 보기
- 곡성 도림사

## 참고 자료
- 도림사괘불탱 - 국가유산청 국가유산포털